# Brian Barry

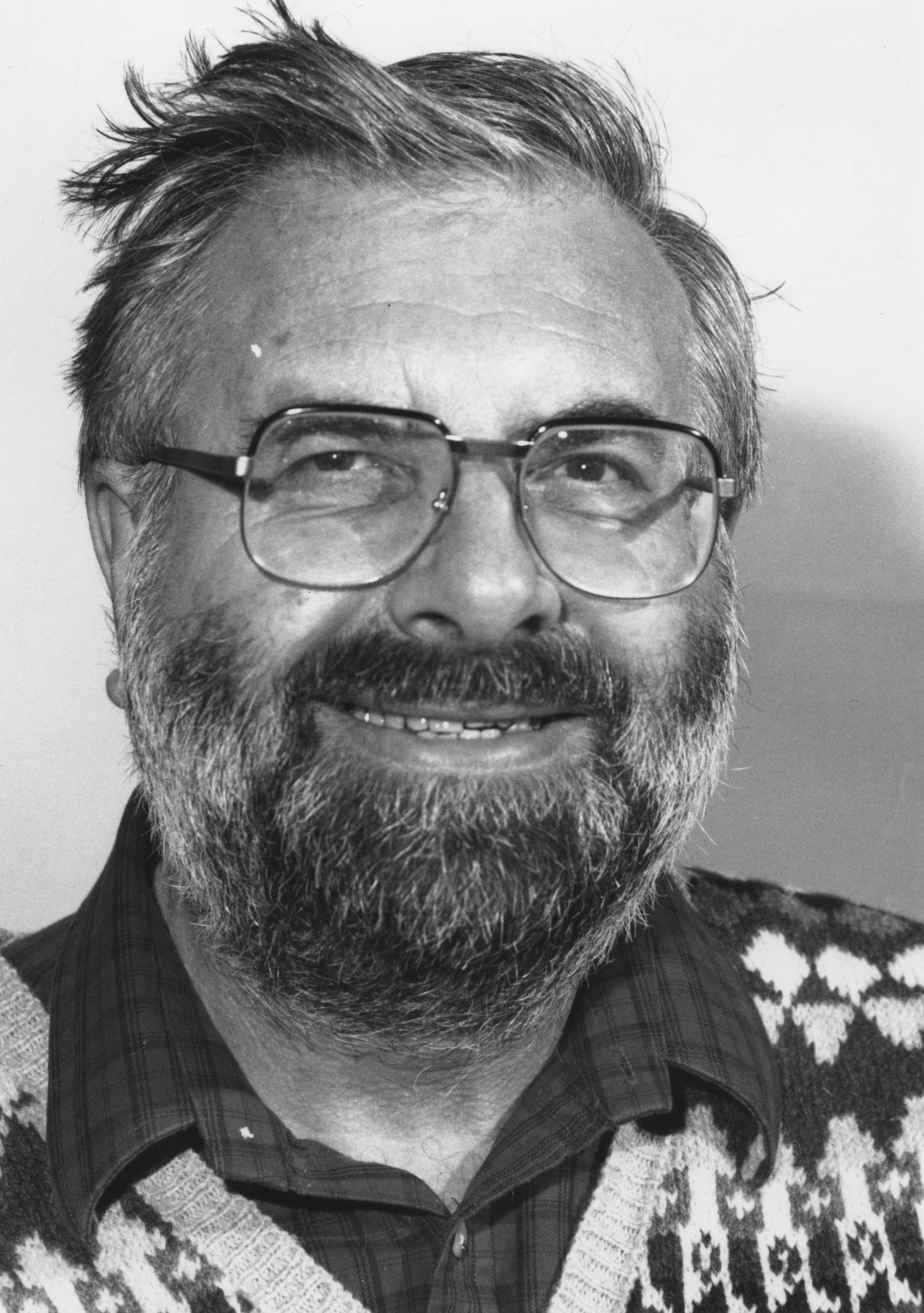
Barry in den 1980ern

Brian Michael Barry (geb. 7. August 1936 in Edgware, London; gest. 10. März 2009 im Vereinigten Königreich) war ein linksliberaler politischer Philosoph mit britischer Staatsbürgerschaft, der nach seiner Schulzeit an der University of Oxford ausgebildet worden war.
Barry lehrte an mindestens 13 renommierten Universitäten in Nordamerika und Europa, darunter dem Europäischen Hochschulinstitut und an der London School of Economics. Er war Mitglied der American Academy of Arts and Sciences und der British Academy.

## Leben

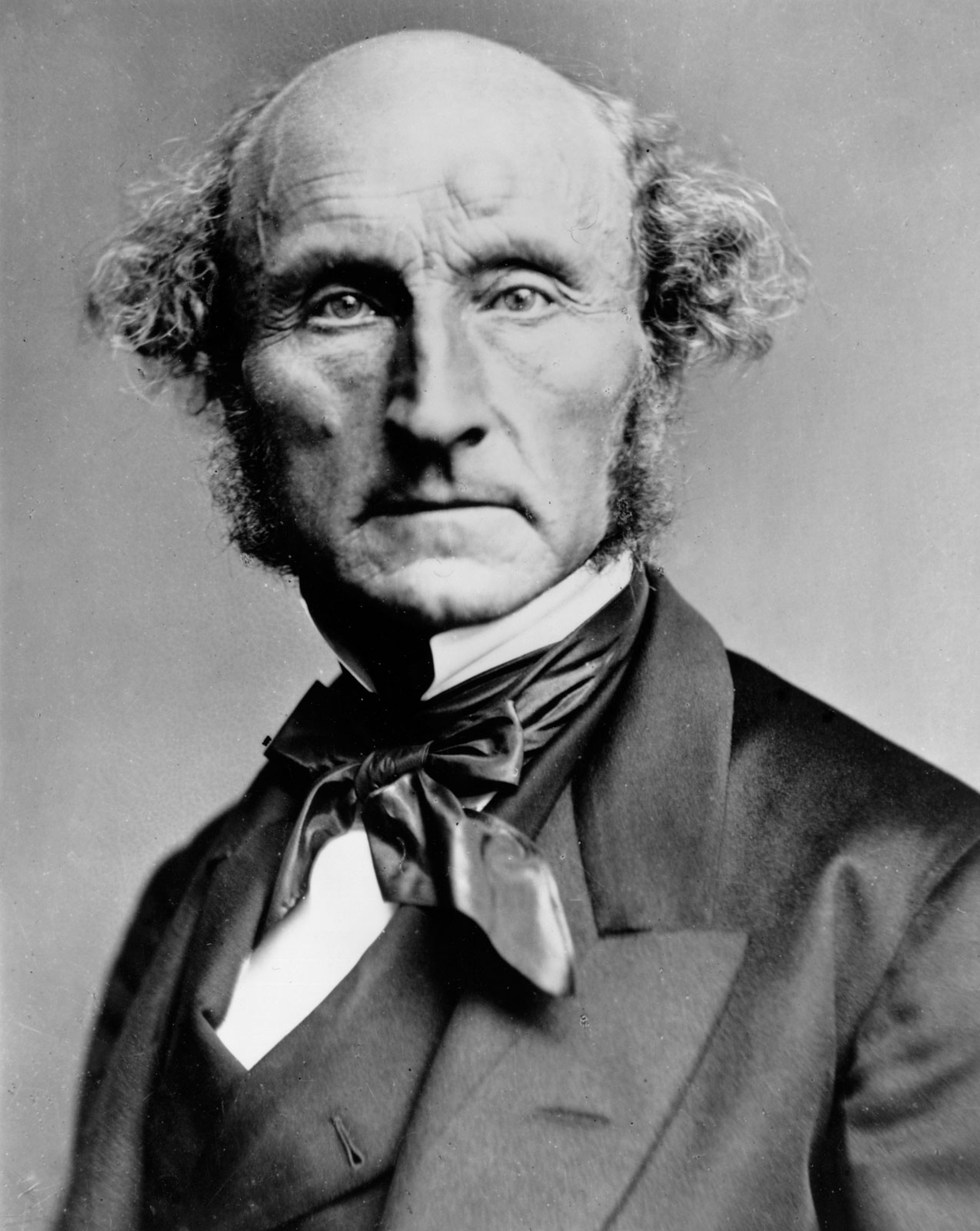
JS Mill übte großen intellektuellen Einfluss auf Barry in der Jugend aus

Barry wurde am in 7. August 1936 im Redhill County Hospital, Edgware, heute zu Barnet, North London, geboren. Er blieb der einzige Sohn von Doris Rose, einer Hausfrau und James Frederick Barry (1910–1975), einem Sekretär für einen Emailliertechniksingenieur und späterem Versicherungsmakler. Die ersten Lahre verbrachte er in London, aber die meiste Zeit seiner Kindheit verbrachte er in Southampton. Bereits in der Grammar School rezipierte er John Stuart Mill.

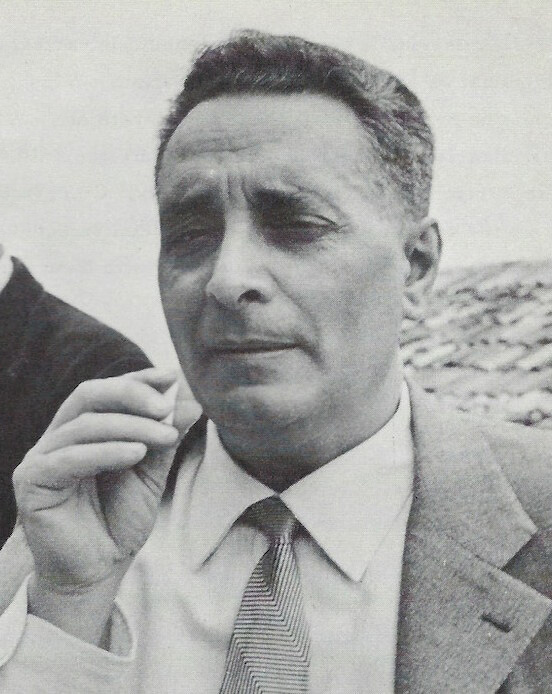
Banfield war einer der größten Einflüsse auf Barry

Nach seiner Promotion ging er auf einem Rockefeller Stipend als postdoc zur Harvard University, vor allem um John Rawls kennenzulernen, der seinerzeit am MIT lehrte. Er war jedoch nicht besonders beeindruckt und wandte sich stattdessen Edward Banfield und Thomas Schelling, derer ökonomische bzw. spieltheoretische Ansätze zur Politik ihn interessierten. Seine erste Lehrtätigkeit übernahm Barry an der University of Birmingham, danach ging er zur Keele University. 1998 nahm er die Lieber Professur für Politische Philosophie an der Columbia University an.

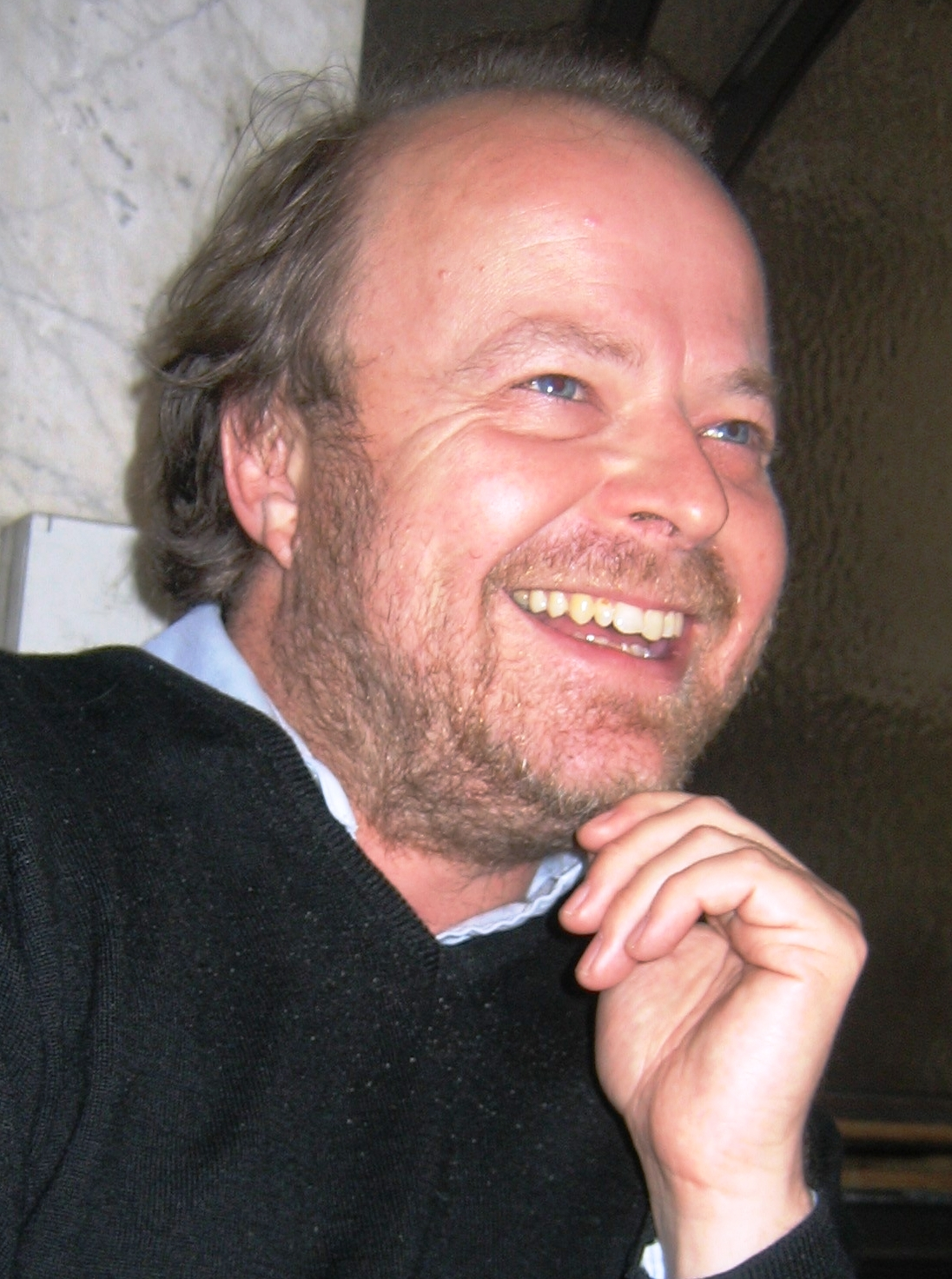
Keith Dowding hat viel über Barrys Leben geschrieben, mindestens drei Nachrufe

Er starb 2009 an einem Herzinfarkt.

## Werk
Er wandte sich wiederholt (multi-)kulturalistische Politikansätze von Linken, die die Tendenz zum „Divide et impera“ unterstützten. In seinem Buch Culture and Equality vertrat er die These, dass das Konzept der group rights (Gruppenrechte), etwa des Rechts religiöser Gruppen, ihre Angelegenheiten selbst zu regeln, und die Zulassung von Ausnahmen von allgemeinen Rechtsnormen zugunsten von Minderheitsgruppen die Gesellschaft spalte und die liberale Rechtsordnung aushöhle, welche auf Individual- und nicht auf Gruppenrechten basiert. Die Politik des Multikulturalismus tendiere dahin, kulturelle Gruppen voneinander abzuschotten und zu verfestigen. Dazu zog er Fallstudien, beispielsweise zur Situation der Sikhs in Großbritannien und Kanada woieder Amish in den USA, heran.

## Schriften (Auswahl)
- Why Social Justice Matters (Polity 2005)
- Culture & Equality: An Egalitarian Critique of Multiculturalism (Harvard University Press 2002)
- Justice as Impartiality (1995)
- Theories of Justice (Berkeley, 1989)
- Democracy, Power, and Justice: Essays in Political Theory (Oxford, 1989)
- The Liberal Theory of Justice (1973)
- Sociologists, Economists and Democracy (1970)
- Political Argument (1965, 2. Auflage 1990)